# 포트사이드주

포트사이드주의 위치

포트사이드주(영어: Port Said Governorate, 아랍어: محافظة بور سعيد)는 이집트 북부 수에즈 운하 근처에 있는 주로, 주도는 포트사이드이다.